# Грбови рејона Брјанске области
Грбови рејона Брјанске области обухвата галерију грбова административних јединица руске области — Брјанске области, са статусом градских округа и рејона, те њихове историјске грбове (уколико их има).
Већина грбова настала је након успостављања Руске Федерације и Брјанске области, као њеног саставног субјекта.

## Грбови округа и рејона
- I — Грб града 
 Брјанск
- II — Грб града 
 Клинци
- III — Грб града 
 Новозибков
- IV — Грб града 
 Сељцо
- V — Грб града 
 Стародуб
- VI — Грб града 
 Фокино
- 1 — Грб рејона 
 Брасовски
- 2 — Грб рејона 
 Брјански
- 3 — Грб рејона 
 Вигоњички
- 4 — Грб рејона 
 Гордејевски
- 5 — Грб рејона 
 Дубровски
- 6 — Грб рејона 
 Дјатковски
- 7 — Грб рејона 
 Жирјатински
- 8 — Грб рејона 
 [Жуковски
- 9 — Грб рејона 
 Злинковски
- 10 — Грб рејона 
 Карачјевски
- 11 — Грб рејона 
 Кљетњански
- 12 — Грб рејона 
 Климовски
- 13 — Грб рејона 
 Клинцовски
- 14 — Грб рејона 
 Комарички
- 15 — Грб рејона 
 Красногорски
- 16 — Грб рејона 
 Мглински
- 17 — Грб рејона 
 Навлински
- 18 — Грб рејона 
 Новозибковски
- 19 — Грб рејона 
 Погарски
- 20 — Грб рејона 
 Почјепски
- 21 — Грб рејона 
 Рогњедински
- 22 — Грб рејона 
 Севски
- 23 — Грб рејона 
 Стародупски
- 24 — Грб рејона 
 Сузјемски
- 25 — Грб рејона 
 Сурашки
- 26 — Грб рејона 
 Трупчевски
- 27 — Грб рејона 
 Уњечки